# Maurus Huggelmeier
Maurus Huggelmeier (* unbekannt; † 1554 in Liesborn) war von 1550 bis 1554 Abt des Benediktinerklosters Liesborn.

## Leben
Über die genaue Herkunft Maurus Huggelmeiers ist wenig bekannt. Es kann jedoch angenommen werden, dass dieser aus der Umgebung von Osnabrück stammte. Hinweise darauf liefern sowohl Chroniken, als auch die Verbreitung des Namens 'Huggelmeier' im Osnabrücker Raum. Ebenso wird Maurus Huggelmeier in einer Quelle als nobilis Osnabruggensis bezeichnet. Hinweise auf die Eltern könnte das Liesborner Nekrolog liefern, welches für den 9. April die Wohltäter Johannes Hugelmeier und dessen Frau Kunna nennen. 
Vor der Wahl Maurus Huggelmeiers zum Abt des Klosters Liesborn lässt sich dieser für den Zeitraum von 1537 bis 1544 als Kornschreiber belegen. Zudem war er Beichtvater in Überwasser. Maurus Huggelmeier wurde am 25. Februar 1550 zum Abt gewählt, am 1. März erfolgte die bischöfliche Bestätigung. 
Die Chronisten finden viel Lob für den Abt. So habe er das klösterliche Leben geliebt und war gegenüber schädlichen Einflüssen wachsam. Ebenso wird seine Achtsamkeit bei der Verwaltung des Vermögens hervorgehoben. So habe er sämtliche Schulden des Klosters getilgt und darüber hinaus weitere 6000 Taler eingenommen. Nach nur vier Jahren als Abt starb Huggelmeier am 18. oder 19. Juni 1554.